# Pacitan (regentschap)
Pacitan is een regentschap (kabupaten) in de Indonesische provincie Oost-Java op Java. Het regentschap telt 540.881 inwoners (volkstelling 2010). De hoofdstad Pacitan ligt aan de Indische Oceaan.

## Onderdistricten
Het regentschap bestaat uit twaalf onderdistricten (zogenaamde kecamatan). 
In deze onderdistricten liggen 171 plaatsen die een administratieve eenheid zijn.
| Naam       | Opper- vlakte in km2 | Inwoners volks- telling 2010 | Inwoners volks- telling 2020 | Administratief centrum | Aantal plaatsen kelurahan /desa's | Postcode     |
| ---------- | -------------------- | ---------------------------- | ---------------------------- | ---------------------- | --------------------------------- | ------------ |
| Donorojo   | 109,09               | 34.986                       | 37.669                       | Donorojo               | 12                                | 63554        |
| Punung     | 108,81               | 33.919                       | 37.094                       | Punung                 | 13                                | 63553        |
| Pringkulu  | 132,93               | 29.694                       | 32.616                       | Ngadirejan             | 13                                | 63552        |
| Pacitan    | 77,11                | 73.086                       | 78.161                       | Sidoharjo              | 25                                | 63511 -63518 |
| Kebonagung | 124,85               | 42.667                       | 46.459                       | Kebonagung             | 19                                | 63561        |
| Arjosari   | 117,06               | 38.646                       | 41.693                       | Arjosari               | 17                                | 63581        |
| Nawangan   | 124,06               | 46.084                       | 51.240                       | Nawangan               | 9                                 | 63584        |
| Bandar     | 117,34               | 41.789                       | 44.493                       | Bandar                 | 8                                 | 63583        |
| Tegalombo  | 149,26               | 48.049                       | 51.626                       | Tegalombo              | 11                                | 63582        |
| Tulakan    | 161,62               | 77.266                       | 83.904                       | Tulakan                | 16                                | 63571        |
| Ngadirojo  | 95,91                | 44.707                       | 47.306                       | Ngadirojo              | 18                                | 63572        |
| Sudimoro   | 71,86                | 29.988                       | 33.849                       | Sukorejo               | 10                                | 63573        |
| Totalen    | 1.389,87             | 540.881                      | 586.110                      |                        | 171                               |              |

Stadsgemeenten: Batu · Blitar · Kediri · Madiun · Malang · Mojokerto · Probolinggo · Pasuruan · Surabaya

Regentschappen: Banyuwangi · Bangkalan · Blitar · Bojonegoro · Bondowoso · Gresik · Jember · Jombang · Kediri · Lamongan · Lumajang · Madiun · Magetan · Malang · Mojokerto · Nganjuk · Ngawi · Pacitan · Pamekasan · Pasuruan · Ponorogo · Probolinggo · Sampang · Sidoarjo · Situbondo · Sumenep · Trenggalek · Tuban · Tulungagung